# Нідерленц
Нідерленц (нім. Niederlenz) — громада  в Швейцарії в кантоні Ааргау, округ Ленцбург.

## Географія
Громада розташована на відстані близько 75 км на північний схід від Берна, 10 км на схід від Аарау.
Нідерленц має площу 3,3 км², з яких на 43,5% дозволяється будівництво (житлове та будівництво доріг), 29,8% використовуються в сільськогосподарських цілях, 25,8% зайнято лісами, 0,9% не є продуктивними (річки, льодовики або гори).

## Демографія
2019 року в громаді мешкало 4765 осіб (+13,2% порівняно з 2010 роком), іноземців було 28,6%. Густота населення становила 1440 осіб/км².
За віковим діапазоном населення розподілялося таким чином: 23,8% — особи молодші 20 років, 61,6% — особи у віці 20—64 років, 14,6% — особи у віці 65 років та старші. Було 1906 помешкань (у середньому 2,5 особи в помешканні).
Із загальної кількості 1397 працюючих 10 було зайнятих в первинному секторі, 570 — в обробній промисловості, 817 — в галузі послуг.